# Marie-Jacqueline Desouches
Marie-Jacqueline Desouches (ur. 3 sierpnia 1929 w Paryżu, zm. 14 listopada 2000) – francuska polityk, samorządowiec i nauczyciel akademicka, od 1981 do 1984 posłanka do Parlamentu Europejskiego I kadencji.

## Życiorys
Ukończyła studia prawnicze, uzyskała doktorat w tej dziedzinie. Pracowała jako nauczyciel akademicka na wydziale ekonomii Université de Brest, od 1992 jako profesor zarządzania przedsiębiorstwem. Publikowała prace naukowe z zakresu podatków i zarządzania organizacjami. Działała też w organizacjach społecznych działających na rzecz więźniów i rodzinnych przedsiębiorstw.
Zaangażowała się w działalność Partii Socjalistycznej. Była radną regionu Bretania (1974–1979) oraz kantonów w departamencie Finistère: kolejno Brest-Lambézellec (1973–1985) i Brest-Kerichen (1985–1992), od 1989 do 1995 pozostawała wiceprzewodniczącą rady związku międzykomunalnego Brest. We wrześniu 1981 została posłanką do Parlamentu Europejskiego w miejsce Raymonda Forni. Przystąpiła do frakcji socjalistycznej, kierowała Delegacją ds. stosunków z Chińską Republiką Ludową.
Kawaler Orderu Narodowego Zasługi i Orderu Palm Akademickich. Jej imieniem nazwano jedną z ulic w Breście.